# Renault Kangoo II
Renault Kangoo II [kɑ̃ˈɡu] er et leisure activity vehicle fra Renault. Denne artikel omhandler den anden modelgeneration, som kom på markedet i 2008. Renault Kangoo I blev produceret i årene 1997 til 2009.

## Historie
Efter at første generation af Kangoo var blevet solgt i mere end 2,2 millioner eksemplarer, præsenterede Renault på Frankfurt Motor Show 2007 en ny udgave af Kangoo, som kom ud til forhandlerne i 2008. Platformen med kodenavnet X61 deles ikke længere med en minibil, men derimod med Mégane og Scénic. Kangoo blev 178 mm længere og er nu 4.214 mm lang, hvilket kommer frem for alt kabinepladsen til gode. Nyt er bl.a. højdejusterbart sæde og rat såvel som el-ruder i skydedørene. For første gang findes Kangoo med partikelfilter og seks gear. Modellen findes i flere forskellige udstyrsvarianter:
- Access (fra 2010)
- Authentique
- Expression
- Privilège (til 2010)
- Luxe (fra 2010)
- Specialmodel HAPPY FAMILY

Derudover findes modellen i to korte versioner: den korte VU (varebil/Véhicule Utilitaire) fra sommeren 2008 og den korte VP (personbil/Véhicule Particuliaire) fra 2009.
- Bagfra
- Koncept til den korte version
- Kangoo som kort varebil
- Kangoo som lang varebil

### Facelift
I foråret 2013 kom Kangoo i en faceliftet udgave, som fik verdenspremiere på Geneve Motor Show 2013. Salget startede i juni måned samme år.
Ved dette facelift blev front, baglygter og interiør tilpasset resten af Renaults modelprogram.

## Tekniske data
|                                                | 1.2 16V TCe               | 1.6 8V              | 1.6 16V                         | 1.5 dCi                   | 1.5 dCi                      | 1.5 dCi                   | 1.5 dCi                      | 1.5 dCi                   | 1.5 dCi                      |
| Byggeår                                        | 2013–2021                 | 2008–2011           | 2008–2015                       | 2008–2010                 | 2010–2021                    | 2008–2010                 | 2010–2021                    | 2008–2010                 | 2010–2021                    |
| Motordata                                      |                           |                     |                                 |                           |                              |                           |                              |                           |                              |
| Motortype                                      | R4-benzinmotor            | R4-benzinmotor      | R4-benzinmotor                  | R4-dieselmotor            | R4-dieselmotor               | R4-dieselmotor            | R4-dieselmotor               | R4-dieselmotor            | R4-dieselmotor               |
| Antal ventiler pr. cylinder                    | 4                         | 2                   | 4                               | 2                         | 2                            | 2                         | 2                            | 2                         | 2                            |
| Ventilstyring                                  | DOHC, tandrem             | OHC, tandrem        | DOHC, tandrem                   | OHC, tandrem              | OHC, tandrem                 | OHC, tandrem              | OHC, tandrem                 | OHC, tandrem              | OHC, tandrem                 |
| Fødesystem                                     | Direkte                   | Multipoint          | Multipoint                      | Commonrail                | Commonrail                   | Commonrail                | Commonrail                   | Commonrail                | Commonrail                   |
| Trykladning                                    | Turbolader, ladeluftkøler | –                   | –                               | Turbolader, ladeluftkøler | Turbolader, ladeluftkøler    | Turbolader, ladeluftkøler | Turbolader, ladeluftkøler    | Turbolader, ladeluftkøler | Turbolader, ladeluftkøler    |
| Køling                                         | Vandkøling                | Vandkøling          | Vandkøling                      | Vandkøling                | Vandkøling                   | Vandkøling                | Vandkøling                   | Vandkøling                | Vandkøling                   |
| Boring × slaglængde                            | 72,2 × 73,3 mm            | 79,5 × 80,5 mm      | 79,5 × 80,5 mm                  | 76,0 × 80,5 mm            | 76,0 × 80,5 mm               | 76,0 × 80,5 mm            | 76,0 × 80,5 mm               | 76,0 × 80,5 mm            | 76,0 × 80,5 mm               |
| Slagvolume                                     | 1197 cm³                  | 1598 cm³            | 1598 cm³                        | 1461 cm³                  | 1461 cm³                     | 1461 cm³                  | 1461 cm³                     | 1461 cm³                  | 1461 cm³                     |
| Kompressionsforhold                            | 10,0:1                    | 9,5:1               | 10,0:1                          | 18,8:1                    | 18,8:1                       | 18,8:1                    | 15,6:1                       | 18,8:1                    | 15,6:1                       |
| Maks. effekt ved omdr./min.                    | 84 kW (114 hk) 4500       | 65 kW (88 hk) 5500  | 78 kW (106 hk) 5750             | 50 kW (68 hk) 4000        | 55 kW (75 hk) 4000           | 63 kW (85 hk) 3750        | 66 kW (90 hk) 4000           | 76 kW (103 hk) 4000       | 80 kW (109 hk) 4000          |
| Maks. drejningsmoment ved omdr./min.           | 190 Nm 2000               | 128 Nm 3000         | 148 Nm 3750                     | 185 Nm 1750               | 180 Nm 1750                  | 200 Nm 1900               | 200 Nm 1750                  | 240 Nm 2000               | 240 Nm 1750                  |
| Kraftoverførsel                                |                           |                     |                                 |                           |                              |                           |                              |                           |                              |
| Drivende hjul                                  | Forhjul                   | Forhjul             | Forhjul                         | Forhjul                   | Forhjul                      | Forhjul                   | Forhjul                      | Forhjul                   | Forhjul                      |
| Gearkasse (standardudstyr)                     | 6-trins manuel            | 5-trins manuel      | 5-trins manuel                  | 5-trins manuel            | 5-trins manuel               | 5-trins manuel            | 5-trins manuel               | 6-trins manuel            | 6-trins manuel               |
| Gearkasse (ekstraudstyr)                       | –                         | –                   | 4-trins automatisk              | –                         | –                            | –                         | –                            | –                         | –                            |
| Præstationer1                                  |                           |                     |                                 |                           |                              |                           |                              |                           |                              |
| Topfart                                        | 173 km/t                  | 160 km/t            | 170 km/t (164 km/t)             | 146 km/t                  | 151 km/t                     | 158 km/t                  | 160 km/t                     | 170 km/t                  | 170 km/t                     |
| Acceleration 0-100 km/t                        | 11,7 sek.                 | 15,8 sek.           | 13,0 sek. (14,3 sek.)           | 20,3 sek.                 | 16,3 sek.                    | 16,0 sek.                 | 13,3 sek.                    | 12,3 sek.                 | 12,3 sek.                    |
| Brændstofforbrug pr. 100 km ved blandet kørsel | 6,1 liter Blyfri 95       | 8,1 liter Blyfri 95 | 7,7 liter (8,5 liter) Blyfri 95 | 5,2 liter Diesel          | 4,6 liter [4,3 liter] Diesel | 5,3 liter Diesel          | 4,6 liter [4,3 liter] Diesel | 5,3 liter Diesel          | 4,6 liter [4,4 liter] Diesel |
| CO2-udslip ved blandet kørsel                  | 140 g/km                  | 192 g/km            | 180 g/km (200 g/km)             | 140 g/km                  | 119 g/km [112 g/km]          | 137 g/km                  | 119 g/km [111 g/km]          | 140 g/km                  | 119 g/km [115 g/km]          |

## Specialmodeller

### Kangoo be bop
Udover den almindelige model med fem døre har Renault siden foråret 2009 også solgt den tredørs Kangoo be bop. Denne kun 3,87 m lange version af Kangoo markedsføres som livsstilsbil med glastag, fire enkeltsæder og tofarvet karrosseri. Derudover er modellen forbillede for elbilen Renault Z.E. Concept.

### KangooZ.E.
I slutningen af 2011 startede salget af Kangoo Z.E. ("Zero Emission"). Batterierne lejes ved siden af. Kangoo Z.E. vandt prisen Årets Varebil i Danmark 2012, samt Van of the Year.

### Kangoo Rapid (kassevogn)
Som varebil findes Kangoo i tre længder: Kangoo Rapid Compact (3829 mm), Kangoo Rapid (4213 mm) og Kangoo Rapid Maxi (4597 mm, med mulighed for dobbeltkabine).. På grund af lastrummets bredde mellem hjulkasserne på 1218 mm kan såvel Rapid som Rapid Maxi rumme to europaller.

### Mercedes-Benz Citan
På basis af Kangoo bygger fabrikken i Frankrig også en model til Mercedes-Benz, som i efteråret 2012 kom på markedet som Mercedes-Benz Citan. Modellen adskiller sig både ud- og indvendigt fra Kangoo.
- Mercedes-Benz Citan (2012−2021)
- Bagfra
- Interiør

## Sikkerhed
Det svenske forsikringsselskab Folksam vurderer flere forskellige bilmodeller ud fra oplysninger fra virkelige ulykker, hvorved risikoen for død eller invaliditet i tilfælde af en ulykke måles. I rapporterne Hur säker är bilen? er/var Kangoo II klassificeret som følger:
- 2015: Mindst 20% bedre end middelbilen[5]